# Petite Bonne Femme
Petite Bonne Femme (若草物語ナンとジョー先生, Wakakusa Monogatari Nan to Jō Sensei, litt. « Conte de jeunes herbes : Nan et Mlle Jo (?) ») est une série télévisée d'animation japonaise adaptée du roman de l’écrivain américain Louisa May Alcott, Le Rêve de Jo March, et produite par la Nippon Animation en 1993.
Cette série est la suite des Quatre Filles du docteur March (1987).
La série a été diffusée partiellement à partir du 2 janvier 1996 sur TF1. Elle est reprise la même année par TMC, puis rediffusée sur Manga en 1999 et du 28 mars 2012 au 24 avril 2012 sur France 5 dans Zouzous.
 Depuis le 12 septembre 2022, la série est disponible en version remasterisée sur la chaine YouTube TeamKids.

## Synopsis
L'histoire se déroule dix-huit ans après Les Quatre Filles du docteur March. Beaucoup de choses se sont passées entre-temps : après la mort de Beth, Meg a eu trois enfants et Amy est devenue la femme de Laurie. Jo s'est mariée avec le professeur allemand Fritz Bhaer et habite maintenant l'ancienne maison de sa défunte tante Marthe (Plumfield) où elle a fondé une école qu'elle dirige avec son mari en appliquant des méthodes « modernes » d'éducation. Cours d'« éveil » en plein air, sports, jeux et activités « responsabilisantes » sont le lot quotidien des enfants que Jo accueille ou recueille; l'objectif étant pour elle de développer leur personnalité et leur autonomie, afin que chacun d'eux « trouve sa voie ». Tout se passe plutôt bien et on peut dire qu'il fait bon vivre à Plumfield jusqu'au jour où arrive un nouvel élève : Daniel, dit Dan, un adolescent qui a passé la majeure partie de son enfance dans les rues de Boston et refuse maintenant de se soumettre à toute autorité. C'est avec une patience acquise sur plusieurs années et une habileté remarquable que Joséphine tentera de remettre le délinquant sur le droit chemin. Dans cette nouvelle saison, il n'apparaitrait personne de la première saison, sauf Jo, et aussi Meg dans un épisode car ses enfants sont aussi des étudiants dans l'école de sa sœur Jo. La protagoniste est Annie (Nan) Harding qui est de retour à l'établissement où elle a passé son enfance.

## Personnages
- Joséphine (Jo) March : elle est désormais âgée de trente-trois ans. Mariée à Fritz Bhaer, professeur d'allemand, elle habite à Plumfield, la maison de feu sa tante March, et en a fait une école pour garçons où elle acueille des enfants qui ont eu une vie difficile, ainsi que ses neveux, les enfants de sa sœur Meg, Demi et Daisy. Si elle n'est plus le garçon manqué qu'elle était pendant son enfance, Jo a gardé un esprit vif et indépendant et s'intéresse beaucoup aux façons de procéder selon le caractère de ses pensionnaires. Elle sera particulièrement liée avec Nan, dont le caractère un peu garçon manqué et les manières empotées lui rappellent ce qu'elle était enfant.
- Fritz Bhaer : mari de Jo et professeur d'allemand, il l'aide dans son projet en veillant à l'éducation des garçons.
- Annie (Nan) Harding : protagoniste de l'histoire, elle souhaite devenir médecin. Un peu garçon manqué, elle s'adoucit au fur et à mesure grâce aux efforts de Jo. Elle deviendra amie avec Dan, malgré de nombreuses disputes au début, et saura se faire apprécier de tous les garçons.
- Demi Brooke : fils de Meg et neveu de Jo, c'est un garçon calme, honnête et appliqué. Il travaille bien et réfléchit beaucoup. Il protège et aime beaucoup sa sœur jumelle Daisy.
- Daisy Brooke : fille de Meg et nièce de Jo, elle a hérité du caractère de sa tante Beth : comme elle, c'est une enfant douce, sensible et timide, toujours prête à aider. Elle a aussi un tempérament romantique : elle jouera au mariage avec Nat, pour qui elle a un petit faible.
- Nathan (Nat) : orphelin, il a gagné sa vie comme musicien des rues avec son père. Il joue très bien du violon. Garçon timide et empathique, il a une santé fragile : à son arrivée, il tousse beaucoup. Mais au fur et à mesure, Nat apprend à s'affirmer. Il a un petit faible pour Daisy.
- Daniel (Dan) : plus âgé que les autres pensionnaires, il refuse toute forme d'autorité et a mené jusqu'ici une vie de délinquant dans la rue, après la mort de sa mère. Au début, Jo et Fritz doivent se résigner à le renvoyer, car il a une mauvaise influence sur les autres enfants, mais Dan finira par revenir et rester cette fois. Il se liera particulièrement avec Nan, qui est un peu garçon manqué.

## Fiche technique
- Titre original : 若草物語ナンとジョー先生 (Wakakusa Monogatari Nan to Jō Sensei)
- Titre français : Petite Bonne Femme
- Réalisation : Kôzô Kusuba
- Scénario : Michiru Shimada, d'après Le Rêve de Jo March de Louisa May Alcott
- Direction artistique : Masaaki Kawaguchi
- Conception des personnages : Yoshiharu Satô
- Animation : Minoru Tanaka, Yoshiharu Satô, Kiyoshi Matsumoto, Noboru Takano, Toshiya Washida, Ei Inoue (supervision)
- Musique : David Seibels
- Production : Koîchi Motohashi
- Société de production : Nippon Animation
- Société(s) de distribution : Fuji TV
- Pays d'origine : Japon
- Langue originale : japonais
- Format : couleur — 35 mm — 1,33:1 — son mono
- Genre : animation
- Nombre d'épisodes : 40 (1 saison)
- Durée : 22 minutes
- Dates de première diffusion :
  -  Japon : 17 janvier 1993
  -  France : 2 janvier 1996

## Distribution

### Voix françaises
- Fanny Roy : Nan Harding
- Fabienne Loriaux : Jo Bauer / Rob
- Jean-Marc Delhausse : Fritz Bauer
- Sylvain Goldberg : Tommy
- Ioanna Gkizas : Daisy / Ned
- Nicole Shirer : Asia
- Jean-Pierre Denuit : Dan
- Jean-Paul Clerbois : Stuffy

Doublage réalisé en Belgique par Made in Europe.

## Épisodes
1. Plum-Field
2. L'École en plein air
3. Promenons-nous dans les bois
4. La Boîte à bêtise
5. Le Petit Musicien
6. Tommy passe un marché
7. Robinson Crusoé
8. Apprenties pâtissières
9. La Boîte à musique
10. La Bataille de polochon
11. Un nouveau venu
12. Orage à Plumfield
13. Le Duel
14. Le Secret
15. Rosette la vache
16. La Partie de carte
17. Au revoir Dan
18. Stuffy se met au régime
19. L'Invitation
20. Rien ne va plus à Plumfield
21. Une bonne leçon
22. La Lettre
23. Le Retour de Dan
24. Les Papillons voyageurs
25. Cette bonne mère Nature
26. Le Vol
27. Cherchez le coupable
28. Une vraie tête de mule
29. L'Équipe des filles
30. La Photo de mariage
31. C'est merveilleux de dépenser 5 dollars
32. Plus tard je serai médecin
33. En ce temps-là
34. Pauvre M. Brooks
35. La Tempête de neige
36. Le Cheval sauvage
37. Pourquoi faut-il grandir ?
38. Le Vaste Monde
39. Un problème de femmes
40. Adieu Plumfield

## Autour de la série
Nippon Animation a été l’origine de nombreuses adaptations à succès de romans en animation (appelés meisaku), parmi lesquelles Princesse Sarah, Flo et les Robinson suisses, Tom Sawyer, Heidi, Peter Pan ou Dans les Alpes avec Annette.